# Heinrich Schütz
Heinrich Schütz (Köstritz, Turingia, bautizado el 9 de octubre de 1585-6 de noviembre de 1672) fue un organista y compositor alemán, generalmente recordado como uno de los más importantes compositores alemanes antes de Johann Sebastian Bach y a menudo considerado uno de los principales del siglo XVII, junto a Claudio Monteverdi. 

## Biografía
Schütz nació en Köstritz (Turingia). Su talento musical fue descubierto por Mauricio I de Hesse-Kassel en 1599. Después de formar parte de un coro infantil en el Museo Mauritianum por su maravillosa voz de soprano, fue a estudiar Derecho (que más tarde abandonará por la música de nuevo) a Marburgo, luego se establece en Venecia entre 1609 y 1613, para estudiar música con Giovanni Gabrieli. A la muerte de este regresa a Alemania, donde será organista en la corte de Cassel (norte). Se traslada a Dresde en 1615, donde trabaja como compositor de la corte del Príncipe elector de Sajonia y donde será maestro de capilla  desde 1617 hasta su muerte (creando la semilla de lo que actualmente es la Orquesta Estatal Sajona de Dresde), pero dejó la ciudad en varias ocasiones: en 1628 viaja a Venecia, donde posiblemente se entrevista con Claudio Monteverdi -se cree inclusive que estudió con él-, y en 1633, después de la Guerra de los Treinta Años, interrumpe su actuación en la corte de Sajonia y toma un puesto en Copenhague invitado por el príncipe heredero de Dinamarca. 
Retorna a Dresde en 1641 y permanece allí hasta su muerte en 1672, a la edad de 87 años. Fue enterrado en la antigua Iglesia Frauenkirche, pero su tumba se perdió en 1727 al destruirse la iglesia. Un memorial conmemorativo incrustado en el suelo de la actual iglesia recuerda a este primer músico alemán de prestigio europeo.

## Estilo
Las composiciones de Schütz muestran la influencia de sus dos principales maestros, Gabrieli (notablemente en el resplandeciente estilo policoral de la escuela veneciana y en su estilo concertante), y Monteverdi. Además recibe la influencia de los compositores de la escuela holandesa del siglo XVI. 
Su obra más conocida se encuentra en el campo de la música sacra, desde obras solistas con acompañamiento instrumental hasta música coral "a capella". Sus trabajos más representativos incluyen sus tres libros de Sinfonías Sacras, los "Salmos de David", las "Siete palabras de Jesucristo en la Cruz" y sus tres series de Pasiones. 
La música de Schütz, que al principio resulta progresista, deriva en un estilo simple y muy austero, culminando con sus últimas Pasiones. Algunas consideraciones prácticas permiten entender las causas de este cambio: la Guerra de los Treinta Años devastó la infraestructura musical de Alemania y no existían los medios para interpretar las obras gigantescas al estilo de la Escuela Veneciana, características de sus primeros trabajos. 
Schütz fue uno de los últimos compositores que escribió en un estilo modal, con armonías no funcionales a menudo resultantes del juego entre las voces. En contraste, mucha de su música muestra un fuerte empuje tonal cuando encara las cadencias. Su música hace un uso intensivo de la imitación, en la que las entradas se suceden en orden irregular y en intervalos variados. Una característica divertida de Schütz es la creación de intensas disonancias causadas por el movimiento correcto de dos o más voces a través de una armonía implícita. Sobre todo, su música muestra una sensibilidad extrema por los acentos y significados del texto, que a menudo es articulado usando figuras técnicas especiales tomadas de la música poética, que a su vez derivan de las figuras verbales de los retóricos clásicos. 
Casi no ha sobrevivido música secular de Schütz, excepto unas pocas canciones domésticas ("arien") y ninguna música puramente instrumental (salvo que se contabilicen como tal los breves movimientos instrumentales titulados "Sinfonía", que encierran los diálogos en "Las siete palabras"). A pesar de esto, Schütz tiene la reputación de haber sido uno de los mejores organistas de Alemania. 
La influencia de Schütz fue muy importante por traer nuevas ideas musicales desde Italia, influencia que mantuvo sobre los compositores que le siguieron. El estilo de la escuela de órgano del norte alemán deriva largamente de la obra de Schütz, así como de Jan Pieterszoon Sweelinck. Un siglo después, su legado culminaría en la obra de J.S. Bach.

## Obras
Los siguientes son trabajos publicados. Muchos de ellos contienen múltiples piezas musicales: en total hay más de 500 obras conocidas de Schütz. 
- Il primo libro de madrigali (primer libro de madrigales) (Venecia, 1611)
- Psalmen Davids (Libro 1) (Dresde, 1619)
- Historia der frölichen und siegreichen Aufferstehung ... (Historia de la Resurrección de Jesús) (Dresde, 1623)
- Cantiones sacrae (Freiberg, 1625)
- Psalmen Davids (Libro 2) (Freiberg, 1628)
- Symphoniae sacrae (Libro 1) (Venecia, 1629)
- Musicalische Exequien (Exequias musicales) (Dresde, 1636)
- Kleine geistliche Konzerte (Libro 1) (Leipzig, 1636)
- Symphoniae sacrae (Libro 2) (Dresde, 1647)
- Geistliche Chor-Musik (Dresde, 1648)
- Symphoniae sacrae (Libro 3) (Dresde, 1650)
- Zwölff geistliche Gesänge (Dresde, 1657)
- Psalmen Davids (Revisión del libro 2) (Dresde, 1661)

## Reconocimientos
Su nombre figura por el calendario litúrgico